# Избори за одборнике Скупштине града Београда 2008.
Избори за одборнике Скупштине града Београда 2008. су одржани 11. маја, и градоначелник се за разлику од избора 2004. не бира директно, већ преко градских одборника. За случај Београда, њих има 110, што значи да је већина од 55 одборника довољна за победу.
Градоначелника Београда ће након формирања градске скупштине бирати одборници већином гласова.
Неколико најзначајнијих странака је током изборне кампање истакло своје кандидате за ту функцију:

- Александар Поповић, Демократска странка Србије
- Александар Вучић, Српска радикална странка
- Жарко Обрадовић, Социјалистичка партија Србије
- Драган Ђилас, Демократска странка
- Биљана Србљановић, Либерално-демократска партија

Након поновљеног гласања на неколико места које је одржано 18. маја, Градска изборна комисија (ГИК) саопштила је 20. маја званичне резултате избора. Гласало је укупно 911.842 бирача (60%) од укупно уписаних 1.517.783.
На бирачким местима је гласало 903.900 гласача, а ван 7.942.
Важећих гласачких листића је било 891.485 (98,6 одсто).
Листе су добиле следећи број гласова:
- За европски Београд - Борис Тадић - 354.462, 38.9%, 45 мандата
- Српска радикална странка - 316.357, 34.7%, 40 мандата
- Коалиција ДСС-НС - 100.459, 11.0%, 12 мандата
- ЛДП - 62.419, 6.8%, 7 мандата
- СПС-ПУПС-ЈС - 47.266, 5.2%, 6 мандата

Остале странке нису прешле цензус од 5%.
Власт су формирале ЗЕБ, ЛДП и СПС-ПУПС-ЈС, док је за градоначелника изабран Драган Ђилас.